# بی‌قیدوبند
بی‌قیدوبند (به انگلیسی: Free and Easy) با نام اولیهٔ سرِ صحنه (انگلیسی: On the Set)، یک فیلم کمدی به کارگردانی ادوارد سجویک است که در سال ۱۹۳۰ منتشر شد.